# صمدعلی لکی‌زاده
صمد‌علی لکی‌زاده (زاده بیجار)، دیپلمات ایرانی است که در سابقه کاری وی،سفیر ایران در لهستان به چشم می خورد.
وی دانش آموخته رشته علوم سیاسی در مقطع کارشناسی ارشد از دانشگاه امام صادق تهران و یکی از دیپلماتهای ایرانی است که از سال 1371 وارد وزارت امور خارجه ایران شده و در دو دهه گذشته در سمت‎های مختلف کارشناسی و مدیریتی در داخل و خارج از کشور(غالبا در حوزه اروپای شرقی) فعالیت نموده و آخرین مسئولیت او سفیر ایران در لهستان و لیتوانی بوده است. وی علاوه بر حوزه سیاست و دیپلماسی، در حوزه فرهنگ و ادبیات، بخصوص شعر نیز قلم می زند. 